# 乙酰辅酶A

輔酶A標示

乙酰-CoA的結構式的概要。

乙酰辅酶A（acetyl coenzyme A，acetyl-CoA）是乙酰基（CH3CO-）与辅酶A的结合产物，属于乙酰基的活化形式。乙酰辅酶A参与各种乙酰化反应，也是糖、脂肪、氨基酸氧化时的重要中间产物。
乙酰辅酶A由乙酰基与辅酶A的巯基以高能的硫酯键相連，不以氧相連形成酯類的原因是酯類較為穩定，難以進一步代謝。乙醯輔酶A是脂肪酸的β-氧化及糖酵解后产生的丙酮酸脱羧後的产物。乙酰辅酶A名称中的“A”并非区分于“B”，而是指代“乙酸的活化（Activation of acetate）”。
在三羧酸循环的第一步，乙酰基转移到草酰乙酸中，生成柠檬酸，因此這個循環也稱作「柠檬酸循环」。

## 生化意义
乙醯輔酶A是人体内重要的化学物质。首先，它是丙酮酸脱羧、脂肪酸β-氧化的產物。當丙酮酸激進入粒線體的基質後，它會被丙酮酸脱氫酶複合體轉化為乙醯輔酶A，因為在此過程中，丙酮酸會被氧化（氫原子转移到NAD+生成NADH）及其羧基会以二氧化碳的形式離開，故此過程被稱為「丙酮酸脱羧」。其次，它是脂肪酸合成、膽固醇合成和生酮作用的碳来源。同时，乙醯輔酶A也是细胞核中的組蛋白乙酰化修飾的乙醯基供體。三大營養物質（醣、脂肪、蛋白质）的彻底氧化殊途同归，都会生成乙酰辅酶A以进入三羧酸循环。

## 外部連結
- 檸檬酸循環（citric acid cycle, TCA cycle）（页面存档备份，存于）
- 结构
- 模型